# ناهد الشيخ
ناهد أحمد الشيخ (-) هي إعلامية بحرينية. وتشغل الأن منصب المؤسس والرئيس التنفيذي لشركة خبرة للانتاج التلفزيوني وتطوير الأفكار والمشاريع الاعلامية 
تحت شعار ( بخبرتنا ندير أفكارك )

## حياتها ونشأتها
ولدت في الرفاع الغربي مملكة البحرين ولديها بنت وولد، وتعتبر من أهم مقدمات البرامج الخليجيات وأشهرهم فقد خلقت لها خط خاص ومكانه رفيعه بين مقدمات البرامج التلفزيونية.

## مسيرتها
خبرة إعلامية تمتد الى 25 سنة في الإعلام الخليجي والعربي
تأمن الإعلامية المتميزة ناهد الشيخ بأن التميُّــز في العمــل الإعلامــي تصنعــه الخــبرة العمليــة وهــو مــن الأعــمال التــي يعمــل بهــا الكثــيرون وينجــح ويسـتمر فيهـا القليلـون لِـما لهـا مـن خصوصيـة في الموهبـة، والحرَفيـة والمثابـرة والمصداقيـة وعلى الرغم من ابتعادها عن الشاشة الا انها حاضرة في ذاكرة المشاهد الخليجي.
-  تعد الإعلامية القديرة ناهد الشيخ من اهم الاعلاميات الخليجيات اللاتي حققن نجاحا كبيرا في اعداد وتقديم البرامج الاذاعية والتلفزيونية على اكثر من شاشة خليجية بدءا من انتدابها لتلفزيون الكويت لتحقق فيه نجاحا كبيرا صنع اسمها ووضعها في صفوف اهم الاعلاميات العربيات واشهر إعلامية خليجية مما فتح امامها أبواب العروض التلفزيونية بدءا من تلفزيون الشرق الاوسط mbc الذي كانت اقامتهم في لندن هي العقبة الوحيدة امام ناهد الشيخ لعدم رغبتها في تربية ابناءها في دوله غربية بعيدة عن عادات وتقاليد المجتمع العربي وصعوبة تنقل والدتها التي كانت تعيش معها معظم وقتها في مقر اقامتها في الكويت ودبي لتختار تلفزيون دبي  فتلفزيــون أبوظبـي وقنـاة الإمـارات ومـن ثـم تلفزيـون الـشرق الأوسـط (mbc) حيث انها من أوائل الاعلاميات اللاتي شاركن في تقديم البرنامج الجماهيري كلام نواعم.
- استثمرت ناهد الشيخ خبرتها الإعلامية الواسعة في تأسيس شركـتها الخاصة للإنتـاج التلفزيـوني من مقر اقامتها في دبي ليمتد عملها الى مصر وبيروت الى ان استقرت في البحرين وأسست مؤسسة خبرة للإنتاج الإعلامي والاستشارات الإعلامية تحت شعار بخبرتنا ندير افكارك والتي تقدم  من خلالها العديـد مـن المشاريع الاعلانية والإعلامية وإدارة المشاريع الإعلامية والبرامج التلفزيونية للتلفزيونات الخليجية والعربية .
-  عــادت الى البحرين بعد 10 سنوات من الاقامة في دبي لتشغل منصب مديــرة تطويـر البرامـج والإنتـاج والتسـويق بتلفزيون البحرين بجانـب عملها في الإنتـاج التلفزيــوني لتساهم بخبرتها في تطوير تلفزيون البحرين
مشوارها الاعلامي:
1. اذاعة وتلفزيون البحرين 1996 ـ 1999
اعداد وتقديم العديد من البرامج الاذاعية والتلفزيونية  في شتى المجالات بدءا من نشرات الاخبار الى البرامج الاجتماعية.
2. في عام 1999-2001 تم انتـدابها  لتلفزيـون الكويـت كمعـدة ومقدمـة برامـج اجتماعيـة ونـشرات أخبـار ومديـرة أنتـاج للبرامـج التاليـة:
1. البرنامـج اليومـي الصباحـي (سـوالف نهـار) مع الاعلامي المرحوم عبيد العتيبي الـذي اسـتمر عــلى مــدى عــام ونــال شــهرة جماهيـريـة واســعة وحقــق نجاحـاً ملموسـاً عـلى مسـتوى الوطـن العـربي ، وشـهد َ تميزاً بين البرامــج اليوميــة على شاشات تلفزيونات الوطن العربي.
• برنامـج المسـابقات التراثي  الرمضاني (بنـادر الـتراث) من اعداد وتقديم ناهد الشيخ واخراج المخرج المبدع علي الريس وفـاز بجائـزة أفضـل برنامـج رمضـاني عـلى مسـتوى تلفزيونـات الخليـج
3. 2001 – 2003 تلفزيون دبي
- برنامج المسابقات الرمضاني التراثي  (صوغه).
- برنامج المسابقات الرمضاني التراثي (عتيق الصوف).
4. 2003 – 2005 تلفزيون ابوظبي
- البرنامــج الاجتماعي  (بــدون بــرواز) الــذي عنــي بمعالجــة العديــد مــن المشــاكل الاجتماعيــة وحقق شهره جماهيرية واسعه حيث صِّنــف كأفضــل برامــج اجتماعيــة.
5. 2005 مركز تلفزيون الشرق الأوسط  MBC والمشاركة في تقديم البرنامج الجماهيري (كلام نواعم).
6. المشــاركة في تقديــم العديــد مــن المؤتمـرات والنــدوات والأعمال الإعلاميــة بــين الإنتــاج والتقديــم والاستشــارات الإعلاميــة والــدورات التدريبيــة
7. تقديم البرنامج التراثي الرمضاني اصايل على شاشة تلفزيون البحرين
8. أسسـت في العـام 2005 شركـة (With out) لإنتـاج البرامـج التلفزيونيـة والاستشـارات الإعلاميـة في دبي ومـصر وبيروت.
9. إنتــاج العديــد مــن البرامــج الاجتماعيــة والمشــاريع الإعلاميـة والخدماتيـة بالتعـاون مـع العديـد مـن القنـوات.
10. 2008 – 2011 شــغلت في  منصــب مديــرة تطويــر البرامــج والإنتــاج والتســويق بتلفزيــون البحريــن
عادت الى شاشة تلفزيون البحرين من خلال البرنامج الاجتماعي «هذي حياتنا» والذي لاقى نجاحا كبيرا
11. شــغلت منصــب المديــر العــام لشركــة (production I films media) داخل مصر وخارجها
12.  المديــر العــام لشركــة (Bees ) للإنتــاج الإعلامـي والفنـي والاستشـارات الإعلاميـة في البحريـن ودبي
13 العديد مـن المشـاريع الإعلاميـة الفكريـة بالتعــاون مــع العديــد مــن الجهــات
14. كرمت مــن حــرم صاحــب الجلالــة الملــك حمــد بــن عيــسى آل خليفــة ملــك مملكــة البحريــن، صاحبــة الســمو الأمــيرة ســبيكة بنــت إبراهيــم آل خليفــة رئيســة المجلــس الأعــلى للمــرأة في يــوم المــرأة البحرينيــة بجائزة الإعلاميــات الرائــدات.
15. في عام 2016 قدمت برنامج المسابقات الرمضاني التراثي بنت النوخذه
16. قدمت العـديد مـن الـدورات التدريبيـة وورش العمـل للإعلاميين داخل وخارج مملكة البحرين
17.قامت على العديــد مــن المشــاريع الإعلاميــة ولاســيما التــي تتنــاول المســئولية المجتمعيــة.
18. شاركت في العديد من المؤتمرات والندوات الإعلامية.
19. توجهت الى كتابة النصوص الدرامية
20. في عام  2023  دشنت كتابها الإعلامي الأول والذي يحمل عنوان ( دليل قواعد السلوك والمظهر المناسب للإعلاميين وصانعي المحتوى )
21. لديها اهتمامات في العديد من المجالات
22. تعمل حاليا على العديد من المشاريع الاعلامية من خلال شركتها الخاصة خبرة
23. تستعد لبرنامجها التلفزيوني الجديد

## جوائز
كرمت مــن حــرم صاحــب الجلالــة الملــك حمــد بــن عيــسى آل خليفــة ملــك مملكــة البحريــن، صاحبــة الســمو الأمــيرة ســبيكة بنــت إبراهيــم آل خليفــة رئيســة المجلــس الأعــلى للمــرأة في يــوم المــرأة البحرينيــة بجائزة الاعلاميات الرائدات
فاز برنامج هذي حياتنا بالجائزة الذهبية لمهرجان الخليج للإذاعة والتلفزيون لعام 2010.

## سيرتها
عرف عن ناهد الشيخ جرئتها في مواجهة الصحافة الصفراء، فقد كانت ترد عليهم بكل جرأة وتحد فقوة شخصيتها في إدارة برامجها تجعلها تفرض على إدارة كل تلفزيون أن تختار فريق عملها بنفسها ولا تقبل بفرض أي شيء عليها.